# Ashanti (artist)
Ashanti Shequoiya Douglas, känd mononymt som enbart Ashanti, född 13 oktober 1980 i Glen Cove, New York, är en amerikansk sångare, låtskrivare och skådespelare. 
Efter ett skivkontrakt med Irv Gottis Murder Inc. bidrog Ashanti med bakgrundssång på Jennifer Lopez' listettor "I'm Real (Murder Remix)" och "Ain't It Funny (Murder Remix)", vilka hon också hjälpte till att skriva. Ashanti rankas som 00-talets tredje största kvinnliga R&B-sångerska efter Alicia Keys och Beyonce. Med över 15 miljoner sålda album och singlar har hon fått smeknamnet "Princess Of Hip-Hop & R&B" och rankas som en av de bäst säljande kvinnliga musikerna i världshistorien.
Ashantis självbetitlade debutalbum Ashanti slog ett Nielsen Soundscan-rekord med de högsta försäljningssiffrorna av en debuterade kvinnlig artist genom tiderna. Några månader senare hade skivan certifierats trippel platina av RIAA (Recording Industry Association of America). Albumet innehöll hennes signaturhit "Foolish" som såldes i 7,2 miljoner exemplar och toppade Billboard Hot 100. Ashanti blev den första kvinnliga artisten i amerikansk musikhistoria med tre musiksinglar ("Foolish", "What's Luv" och "Always on Time") inom topp-tio på den amerikanska singellistan och den enda artisten efter The Beatles att nå denna bedrift. Låtarna "Happy" och "Baby" blev ytterligare topp-tio noteringar.
Hennes andra studioalbum Chapter II certifierades platina och innehöll topp-tio-hitsen "Rock wit U (Awww Baby)" och "Rain on Me". Uppföljaren Concrete Rose platinabelönades och innehöll topp-tjugo noteringen "Only U". Hennes fjärde och senaste studioalbum, The Declaration (2008), sålde färre kopior men innehöll andraplatsnoteringen "The Way That I Love You". Efter hennes tre första studioalbum påbörjade Ashanti en skådespelarkarriär. Filmdebuten kom med rollen som Kyra i det amerikanska dramat Coach Carter. Hon sågs senare i The Muppets' Wizard of Oz, John Tucker Must Die och sci-fi rysaren Resident Evil: Extinction. År 2013 fick hon en permanent roll i sjunde säsongen av Lifetime-TV-serien Army Wifes.

## Liv och karriär

### 1980-00: Tidiga år
Ashanti Shequoiya Douglas föddes den 13 oktober 1980, i Glen Cove, New York. Hennes mor, Tina Douglas, arbetade som danslärare och hennes far Ken-Kaide Thomas Douglas var sångare. Ashanti har afroamerikanskt, kinesiskt och dominikanskt påbrå. Hennes mor döpte henne efter Ashantiriket i Ghana, i detta område var det kvinnorna som hade makt och influens och Ashantis mor ville att hon skulle ha med sig detta. Hennes morfar James kämpade för medborgerliga rättigheter tillsammans med Martin Luther King, Jr. under 1960-talet. Ashanti sjöng för första gången vid tre års ålder i gospelkören Having Some Fun And The Handsome Pigeons men hennes mor upptäckte hennes talang först vid tolv års ålder när hon hörde när hon sjöng Mary J. Bliges "Reminisce". När Ashanti blev tonåring började hennes mor att skicka ut demofilmer med Ashanti som dansade och sjöng. Familjen hade inte råd att gå till en inspelningsstudio och spela in officiella demolåtar så när skivbolagschefer ringde var hon tvungen att sjunga live. Samtidigt som hon studerade vid High School började hon skriva egna låtar. Hon uppträdde vid olika talangtävlingar vid Soul Cafe, China Club, Madison Square Garden, Caroline's Comedy Club och Greek Fest 2000. Under sitt första stora uppträdande framförde hon Yolanda Adamss "More Than a Melody". Hon var även med i flera musikvideor till välkända artister. Under sin uppväxt tog Ashanti också danslektioner och gick med i en kyrkokör. Hon studerade olika typer av danser vid Bernice Johnson Cultural Arts Center, däribland steppdans, jazzdans, balett, afrikansk och modern dans. Hon dansade med Senior Pro Ensemble vid Carnegie Hall, Apollo Theater, Brooklyn Academy of Music, Avery Fisher Hall och Black Spectrum Theater. År 1994 uppträdde hon också vid Caribbean Awards där hon dansade med Judith Jamison från Alvin Ailey Dance Company. Med koreografen Debbie Allen som huvudansvarig uppträdde hon också i Disney TV-filmen Polly tillsammans med stjärnor som Keshia Knight Pulliam, Jomecia Moore och Phylicia Rashad.
De första rollerna som barnskådespelare blev i de Spike Lee regisserade filmerna Malcolm X and Who's the Man?. Efter framgångarna med musikkarriären hade Ashanti en liten roll i biofilmen Bride and Prejudice där hon framförde "My Lips are Waiting" and "Touch My Body". Ashantis medverkan i filmen var menad som hyllning till en tradition i många Bollywood-filmer där kända personer uppträdde med låtar som inte hade något egentligt sammanhang i filmen. De andra karaktärerna hade aldrig några scener tillsammans med kändisen men syns i publiken under uppträdandet. Vid 14 års ålder upptäcktes Ashanti av P.Diddys Bad Boy Records. Hon sjöng en av Mary J. Bliges låtar framför P.Diddy och The Notorious B.I.G., vilka imponerades av hennes röst. Diddy erbjöd sångerskan ett skivkontrakt. Ashanti skrev dock aldrig på det på grund av dåliga villkor. Detta ledde istället till ett skivkontrakt med Jive Records år 1994. Relationen surnade dock när Jive försökte göra Ashanti till en popsångare. Hon började istället att satsa mer på skolarbeten, cheerleading och sprint i skolans idrottslag. Hon studerade engelska och började där att skriva poesi. Hon deltog även skolans skådespelarklubb och uppträdde i en del pjäser. Hon lade sina högskoleplaner på is när Epic Records erbjöd henne ett skivkontrakt år 1998. I samma veva bytte dock bolaget ledning och Ashanti blev en låg prioritet. Hon började att sjunga på olika nattklubbar och tillbringade mycket tid i Irv Gottis inspelningsstudio Murder Inc. i hopp om att bli uppmärksammad av musikproducenter.

### 2001-02: Kontrakt med Murder Inc. och debut

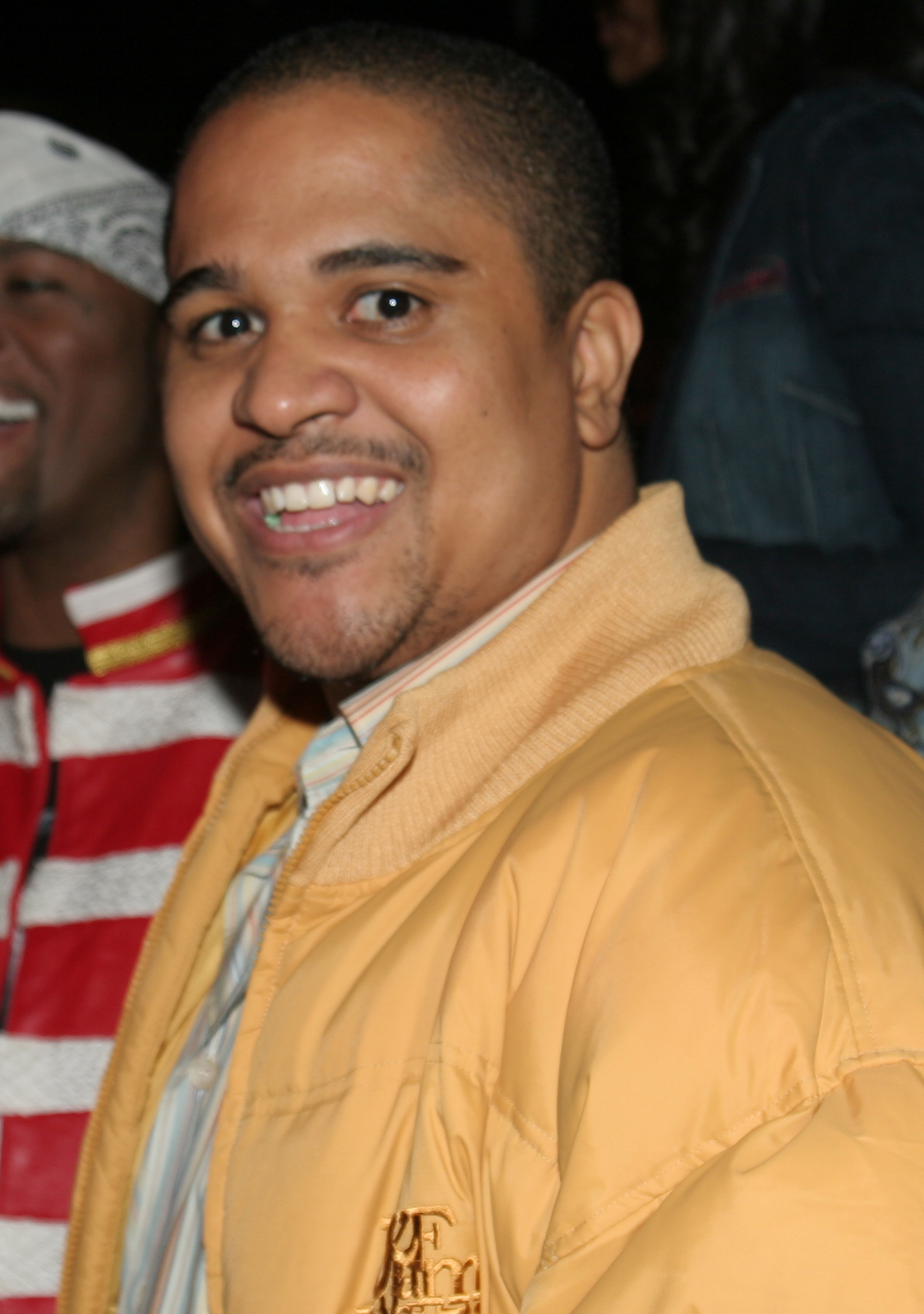
Irv Gotti erbjöd Ashanti ett skivkontrakt och kom att vara chefsproducent för hennes tre första musikalbum.

Ashanti uppmärksammades av Irv Gotti på grund av sin sångtalang. Ashanti bad honom att producera några demolåtar till henne som hon senare skulle lämna till olika skivbolag. Istället ville Gotti att Ashanti skulle skriva refränger till hans rapartister. Refrängerna skulle sedan sjungas av Ashanti. Sångerskan gjorde sin debut som bakgrundssångerska på Big Puns "How We Roll". Samma år var hon gästartist på Cadillac Tahs singlar "Pov City Anthem" och "Just Like a Thug". Hon var även med på soundtrackalbumet till streetracing filmen The Fast and the Furious vilket genererade en hiphop-cover av Madonnas "Justify My Love" framförd tillsammans med rapparen Vita. Ashanti framförde även sololåten "When a Man Does Wrong" på samma skiva. Senare under samma år sjöng hon bakgrundssång på Jennifer Lopez' singel "I'm Real (Murder Remix)". Ashanti skrev och sjöng bakgrundssång på Lopez' senare singel "Ain't It Funny (Murder Remix)" och syntes i låtens musikvideo. Hon var gästartist på Fat Joes "What's Luv" och Ja Rules "Always on Time". Båda dessa låtar gavs ut som singlar samtidigt och kom att bli år 2002 allra största hits. Ashanti blev den första kvinnliga artisten att uppta de två toppositionerna på USA:s singellista Billboard Hot 100 när "Always on Time" och "What's Luv" hade första respektive andraplatsen på listan.
Under samma tidsperiod som Ashanti hade stora framgångar med Ja Rule och Fat Joe släpptes hennes officiella debutsingel, midtempo-spåret "Foolish" som innehåller en sampling av DeBarges låt "Stay with Me" och släpptes som huvudsingeln från hennes, vid tidpunkten, kommande debutalbum. "Foolish" blev år 2002:s allra största hit med tio raka veckor som etta på Billboard Hot 100. Ashanti slog rekord som den enda kvinnliga artisten i världshistorien med tre av hennes låtar i topp-tio på Hot 100-listan samtidigt. Hon är idag den enda artisten i världen efter The Beatles att åstadkomma denna bedrift. Sångerskans självbetitlade debut Ashanti släpptes under Gottis skivbolag Murder Inc. i april år 2002. Skivan debuterade som etta på alla försäljningslistor i USA. Albumet certifierades trippel platina och sålde över sex miljoner exemplar internationellt. Ashanti skrev skivans tolv låtar direkt i inspelningsstudion. År 2002 blev året som en rad nya artister debuterade, däribland "rivalerna" Amerie, Tweet och Nivea. Ashanti dominerade R&B-världen med minst en song i toppen av listorna varje vecka från januari till november år 2002. De senare singlarna "Happy" och "Baby" blev båda ytterligare smash-hits. Låtarna "Rescue" och "Unfoolish" gavs ut som marknadsföringssinglar och albumspåret "Dreams" hade exklusiv promo-release i Japan. Ashanti, Vita och Charli Baltimore var gästartist Ja Rules singel "Down 4 U". Låten inkluderades på samlingsalbumet Irv Gotti Presents: The Inc.. Samtidigt genererade Ashantis debutalbum en rad prisnomineringar. Däribland åtta Billboard Music Awards, två American Music Awards och en Grammy Award i kategorin "Best Contemporary R&B Album". Hon nominerades utöver detta till utmärkelsen "Best New Artist" och "Foolish" mottog utmärkelsen "Best Female R&B Vocal Performance". FHM gav henne titeln "Sexiest Woman in Music" och hon vann en Comet Award samt två Soul Train Music Awards. Ashanti erhöll även titeln "Princess of Hip-Hop & R&B".
Under hösten 2002 blev Ashanti inblandad i en kontrovers efter att det meddelats att hon skulle tilldelas det prestigefyllda priset Soul Train Aretha Franklin Award med utmärkelsen "Entertainer of the Year". En high school-student upprördes och startade en namnlista mot sångerskan. Studenten förklarade till tidningen The Seattle Times att Ashanti var för ny för att förtjäna ett sådant pris. Nästan 30 000 personer höll med och skrev under på listan. Många hade åsikterna att etablerade artister som exempelvis Mary J. Blige och Missy Elliot eller de kritikerprisade sångerskorna Alicia Keys och India.Arie var mer värda ett pris som lyfter en artist till att vara en legend. Trots namnlistan höll Soul Train utskottet och Don Cornelius fast i planerna att ge priset till Ashanti. Hon applåderades och fick stående ovationer av jämlikar när hon mottog priset vid Pasadena Civic Auditorium. Hon stöttades även av Patti LaBelle som konstaterade att "Hon är bara barnet och vi måste stötta våra barn". I september släpptes det första albumet i serien DisneyMania som Ashanti och hennes syster, Kenashia, var delaktiga i. Albumet gavs ut via Walt Disney Records. Sångerskan och hennes syster sjöng "Colors of the Wind" från filmen Pocahontas. När år 2003 rullade in hade Ashanti uppträtt på alla stora amerikanska galor: Soul Train Awards, Grammy Awards, BET Awards, MTV Awards och American Music Awards. Hon samarbetade med Ja Rule på en ytterligare hitlåt, "Mesmerize", vars musikvideo var en parodi på filmen Grease.

### 2003-04:Chapter IIochConcrete Rose

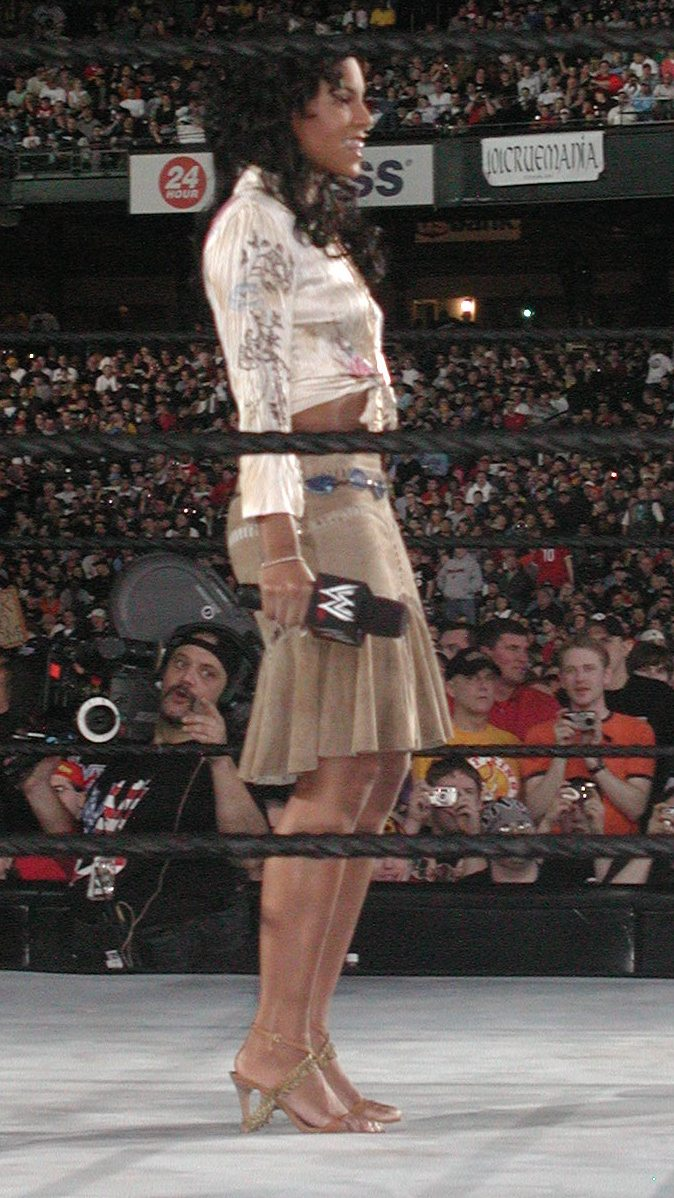
Ashanti uppträder innan en boxningsmatch.

Den 13 maj 2003 släpptes låten "Rock wit U (Awww Baby)", huvudsingeln från Ashantis, vid tidpunkten, kommande andra studioalbum. Låten blev en ytterligare hit för sångerskan och nådde en andra respektive fjärdeplats på Billboard Hot 100 och Hot R&B/Hip-Hop Songs. Ashanti bar bikini i singelns musikvideo där hon också lekfullt dansar på en strand och rider på en elefant vid namn Bubbles. Videon nominerades i två kategorier vid MTV Video Music Awards samma år. Remixversionen av låten innehåller element av Michael Jacksons "Rock with You" från 1979. Sångerskans andra studioalbum med den passande titeln Chapter II gavs ut i juli samma år. Skivan debuterade på förstaplatsen på Billboard 200 och knuffade därmed ner Beyonce och hennes skiva Dangerously In Love som getts ut en vecka tidigare. En vecka efter utgivningen hade Ashantis skiva sålt 326.000 exemplar i USA och kom senare att certifieras platina av RIAA för en inrikesförsäljning på 1,5 miljoner exemplar. Ashantis framgångar skuggades dock till viss del av sångerskans skivbolag som genomgick en smärre kris med FBI-utredningar och beefen mellan G-Unit medlemmarna. Ashanti och hennes problemfria yttre blev på så vis Murder Incs ansikte utåt. Uppföljaren till huvudsingeln, "Rock wit U", blev låten "Rain on Me". Midtempo-spåret blev en ytterligare smash-hit som nådde sjätte respektive andraplatsen på Billboard Hot 100 och Hot R&B/Hip-Hop Songs. Vid årets slut uppträdde sångerskan vid American Music Awards där hon också var nominerad i två kategorier. En kortfilmsversion av musikvideon till "Rain on Me" spelades in och regisserades av Hype Williams. I filmen spelar Ashanti en ung kvinna som utsätts för misshandel av sin pojkvän. Hennes låttext användes tillsammans med Williams visualiseringar för att på ett skrämmande sätt uppmärksamma kvinnomisshandel. Ashanti samarbetade med företaget LidRock för att distribuera kortfilmen med hjälp av LidRocks unika plattform. Denna marknadsföring, tillsammans med MTV, BET och andra musikvideokanaler där videon spelades, hjälpte Ashanti att framföra syftet bakom filmen till miljontals fans. Försäljningen av CD-singlarna med minifilmen gick till organisationer för att stoppa misshandeln i hemmen. Sångerskans arbete uppmärksammades och hon fick senare motta en Lifetime Channel Achievement Award för att hon hjälpt till att öppna ögonen om kvinnomisshandeln i USA. Ashanti var planerad att uppträda som förband på Mariah Careys nationella turné Charmbracelet World Tour men på grund av krockar i artisternas scheman ställdes dessa planer in. Sångerskan uppträdde istället vid R. Kellys femdagarsturne i mitten av år 2003. Ashanti bjöds senare att uppträda vid VH1 Divas där hon framförde "Rock wit U (Awww Baby)". Hon sjöng även en duett, "Do I Do", med Stevie Wonder (som gav hennes smeknamnet "Little Libra") och uppträdde tillsammans med Isley Brothers på låten "That Lady". Samma år började hon dejta rapparen Nelly.

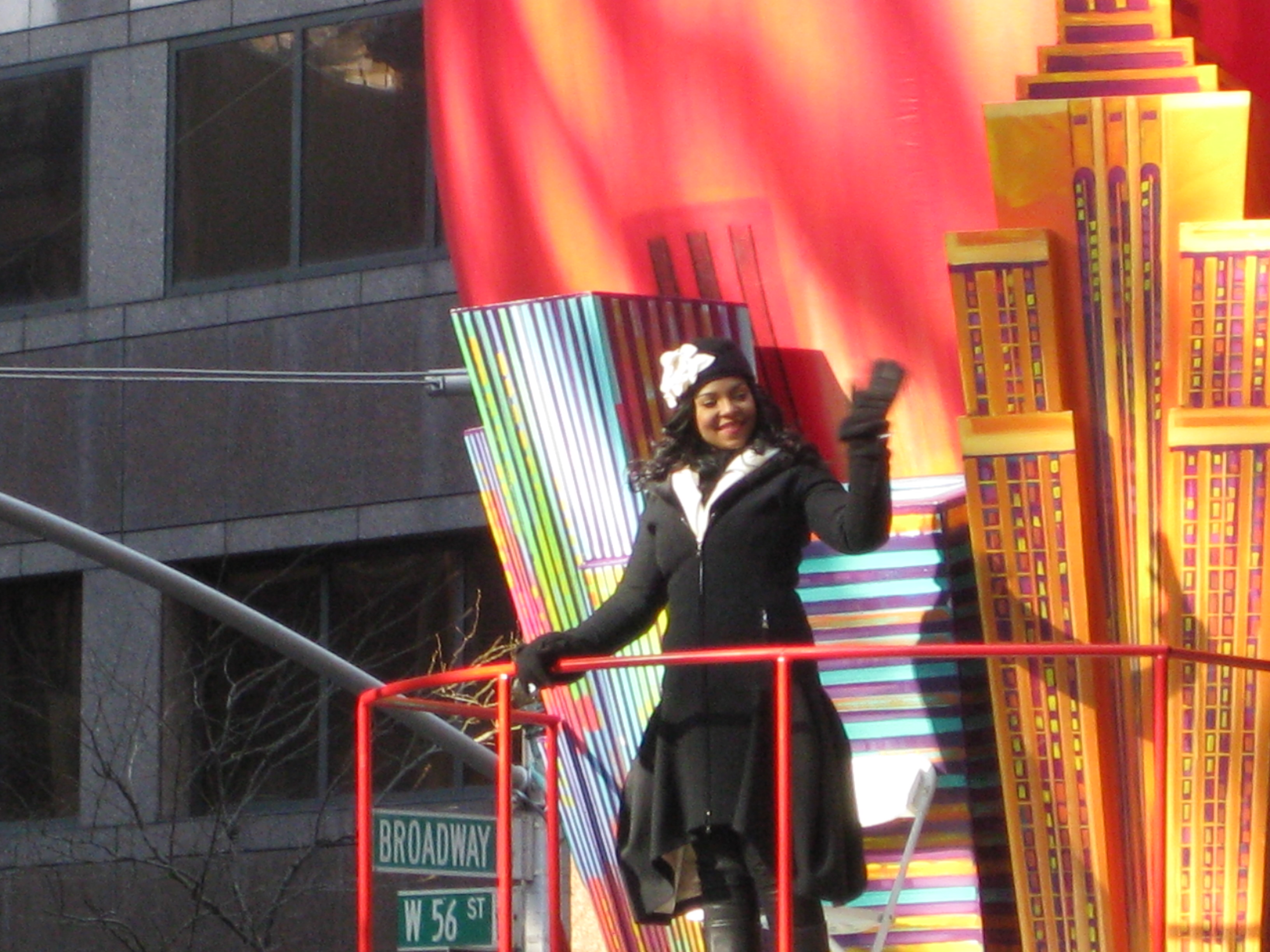
Ashanti vinkar till fans under en julkonsert.

I november släppte Ashanti sin första julskiva med titeln Ashanti's Christmas. Innehållet bestod av tio låtar, sex klassiska amerikanska julsånger och fyra låtar Ashanti skrivit själv. I samband med utgivningsdatumet släpptes en video där Ashanti framförde en blandning av skivans innehåll. På ett besök hos BET:s 106 & Park avslöjade sångerskan att planer på ett julalbum kom fram när Ashanti och Stevie Wonder var på en radiointervju. Under en lek började Wonder att spela julsånger på piano och Ashanti sjöng till. Sångerskans skivbolagschefer föreslog senare att Ashanti skulle spela in ett julalbum. Ashanti's Christmas nådde topp-fyrtio i USA och sålde 100.000 exemplar. Under årsskiftet mottog Ashanti en Grammy Award-nominering med utmärkelsen "Best Contemporary R&B Album" för sitt album Chapter II. Skivans singlar, "Rock wit U" och "Rain on Me" nominerades också i kategorierna "Best R&B Song" respektive "Best Female R&B Vocal Performance".
I oktober år 2004 lanserade Ashanti den rock-influerade R&B-låten "Only U", huvudsingeln från hennes, vid tidpunkten, kommande tredje studioalbum. Under hösten gick sångerskan på en omfattande marknadsföringsturné i USA och uppträdde med låten på Vibe Music Awards. Som tidigare år ombads hon att uppträda på VH1:s Divas. Där sjöng hon på scen tillsammans med veteraner som Patti LaBelle, Gladys Knight och Jessica Simpson. "Only U" blev en topp-tio hit i USA där den certifierades med guldstatus av RIAA för sin försäljning. I Storbritannien och Irland blir låten Ashantis största hit hittills med en andra och fjärdeplats på ländernas respektive topplistor. På de Europeiska ländernas gemensamma singellista, European Hot 100 Singles, nådde låten en tredjeplats. Ashantis tredje studioalbum, Concrete Rose, debuterade på en sjundeplats på USA:s albumlista med en försäljning på 254.000 exemplar. Skivan blev efter en tid Ashantis tredje platinacertifierade album med en försäljning på 871.000 exemplar. Andra singeln "Don't Let Them" genererade aldrig någon större försäljning efter att Def Jam vägrat att finansiera en musikvideo på grund av Irv Gottis rättegång om pengatvätt. Ashanti betalade en musikvideo till singeln med sina egna pengar och Gotti agerade regissör. Singeln misslyckades att ta sig in på några singellistor. I Storbritannien nådde "Don't Let Them" topp-fyrtio. Senare samma år samarbetade sångerskan med den nya artisten Lloyd på hans singel "Southside" låten blev dock aldrig någon större framgång. Hon spelade också in låten "Wonderful" med Ja Rule och R. Kelly som blev en hit med en femteplats på USA:s singellista. "Jimmy Choo" framförd med rapparen Shyne nådde en topp-60 på R&B-listan. Ashanti var även del i låten "Wake Up Everybody" tillsammans med artister som Wyclef Jean, Mary J. Blige, Eve, Brandy, Fabolous, Jadakiss och Missy Elliott. Låtens syfte var att väcka politiskt intresse i USA och stärka ACT.

### 2005-07:Collectablesoch skådespelardebut

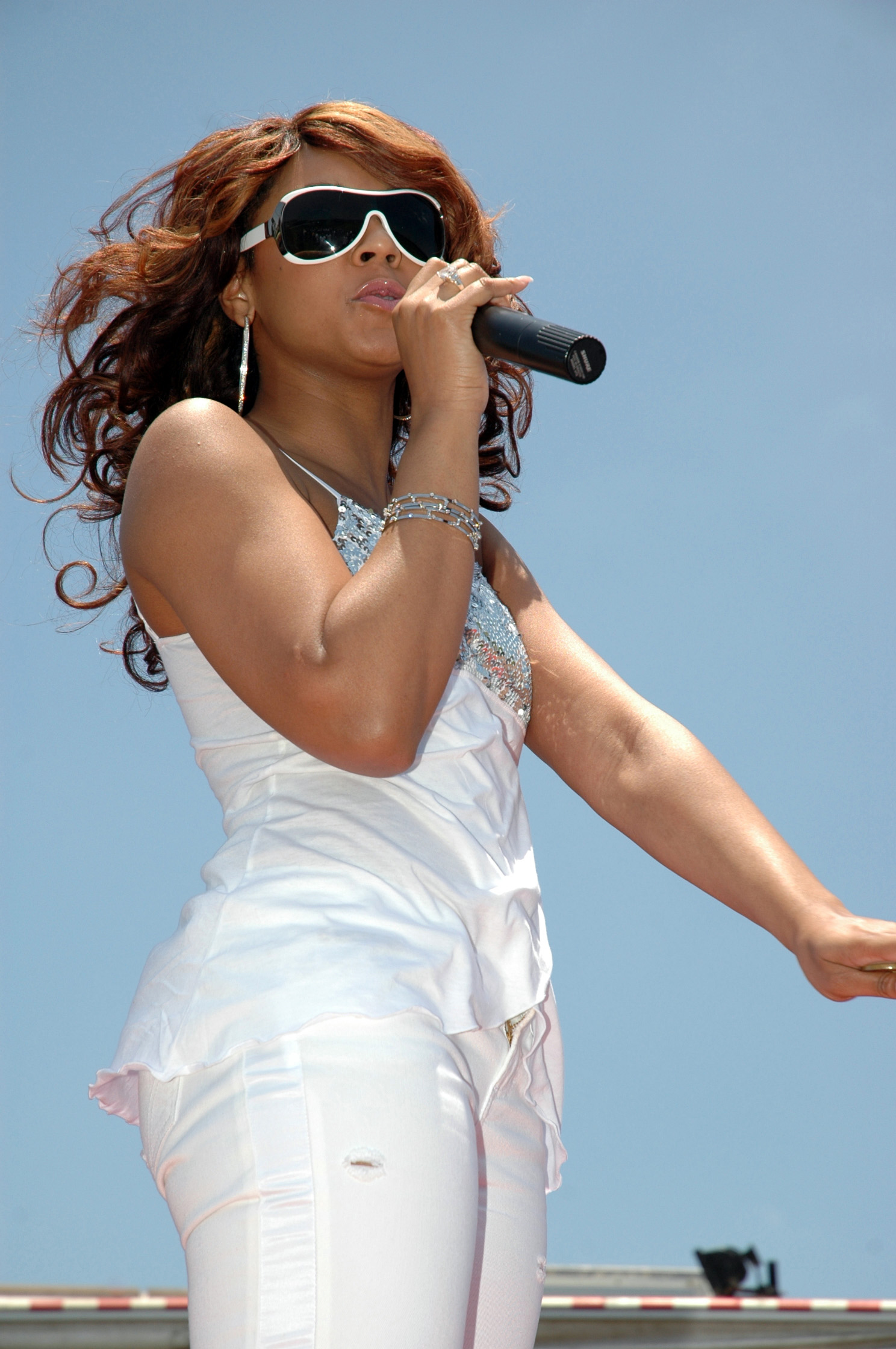
Ashanti uppträder på sin turné i Japan.

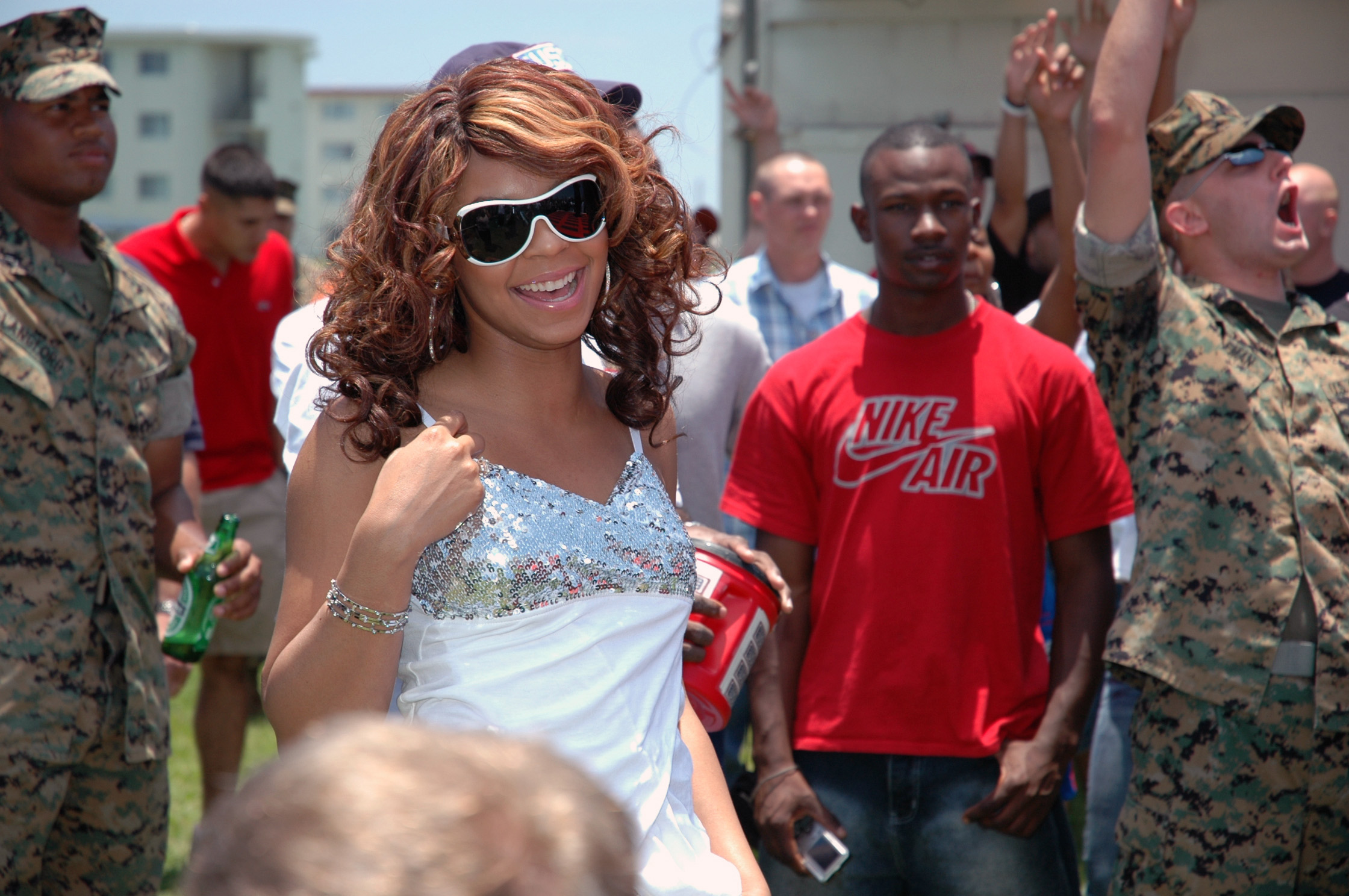
Ashanti besöker amerikanska marinsoldater på sin turné i Japan.

Under mitten av år 2005 uppträdde Ashanti vid Japans MTV Music Award där hon framförde "Only U". Sångerskan uppträdde även med artister som Mariah Carey och den koreanska superstjärnan Rain. Ashanti vann även en Style Award under sin vistelse. Sångerskan gav ut DVD:n Ashanti: The Making of a Star som innehöll exklusiva foton, "bakom-kulisserna" till hennes musikvideor, låtar från de tidigare skivorna Ashanti, Chapter II och Concrete Rose och outgivna uppträdanden som barn. Under sommaren fick hon en inbjudan av Oprah Winfrey till hennes Legends Ball, var syfte var att hedra några av de mest inflytelserika och legendariska afroamerikanska kvinnorna inom konst, nöje och mänskliga rättigheter.
Den sjätte december år 2005 släpptes Ashantis första samlingsalbum, Collectables by Ashanti, som bestod av remixversioner av tidigare hits och fyra nyinspelade låtar. "Still on It" med Paul Wall och Method Man som gästartister gavs ut som samlingens huvudsingel den 7 november. Vid utgivningen var Ashanti fångad i en rad dispyter med Murder Inc. och var istället tvungen att ge ut sin musik via Def Jam. Detta ledde till knapphändig marknadsföring för projektet. Trots detta klättrade "Still on It" till en 55:e respektive 15:e plats på Hot R&B/Hip-Hop Songs och Bubbling Under Hot 100 Singles. Collectables by Ashanti debuterade på en 10:e plats på Top R&B/Hip-Hop Albums och blev, på grund av det stormiga förhållandena hos Murder Inc., en mindre framgångsrik utgivning för Ashanti. Skivan innehöll även den tidigare singeln "Breakup 2 Meakup (Remix)" som år 2004 klättrat till en 76:e plats på R&B-listan. Jim Farber vid The Seattle Times skrev om Ashantis mindre framgångsrika utgivning; "Sanningen som ingen låtsas om i Ashantis team är att hon har förlorat mark till den senaste R&B-pinuppan med endast ett namn, Amerie, som för närvarande krossar allt motstånd med senaste hitlåten "1 Thing"."
Samma år gjorde Ashanti sin första officiella filmdebut i Coach Carter där hon spelade tillsammans med Samuel L. Jackson. Filmen debuterade på förstaplatsen under premiärhelgen. Sångerskan spelade en gravid tonåring som var tvungen att bestämma sig för att göra abort eller inte. Filmen drog in 67 miljoner dollar i USA. Hon kom senare att väljas före både Hilary Duff och Jessica Simpson till rollen som Dorothy Gale i TV-filmen The Muppets' Wizard of Oz. Filmen hade en publik på åtta miljoner amerikaner. Följande år spelade hon i tonårskomedin John Tucker Must Die som nådde numer tre i USA (Slagen av Pirates of the Caribbean: Dead Man's Chest och Miami Vice. Internationellt drog filmen in 68.818.076 dollar. Ashanti spelade rollen som Heather, en cheerleader som tar del i en hämndlysten plan mot John Tucker, skolans hjärtekrossare och hennes otrogna pojkvän. Samma år skådespelade hon i en rad TV-serier, däribland Buffy och vampyrerna (säsong 7, avsnitt 14; "First Date") och Sabrina, tonårshäxan (säsong 7, avsnitt 3; "Call Me Crazy").
År 2007 fick Ashanti sin andra stora bioroll i sci-fi rysaren Resident Evil: Extinction. Där spelade hon rollen som den kaxiga sjuksystern Betty. Filmen debuterade på förstaplatsen i USA med en försäljning på 53.678.580 dollar. Till dagens dato har filmen dragit in 83.648.679 i USA och över 197.713.442 dollar internationellt. Detta blir Ashantis andra förstaplatsfilm.

### 2008-10:The Declarationoch splitt med Murder Inc.
I mitten av år 2007 avslöjade MTV News att den första singeln från Ashantis, vid tidpunkten, kommande skiva var låten "Switch". Spåret komponerades av Shy Carter och gavs ut digitalt i USA den 24 juli samma år. "Switch" tog sig aldrig in på några singellistor. Det rapporterades en tid senare att låten inte längre skulle inkluderas på sångerskans album. En ny singel, "Hey Baby (After the Club)", skickades till radio den 16 oktober. Låten tog sig till en 87:e plats på USA:s R&B-lista och inkluderades heller aldrig på sångerskans skiva.

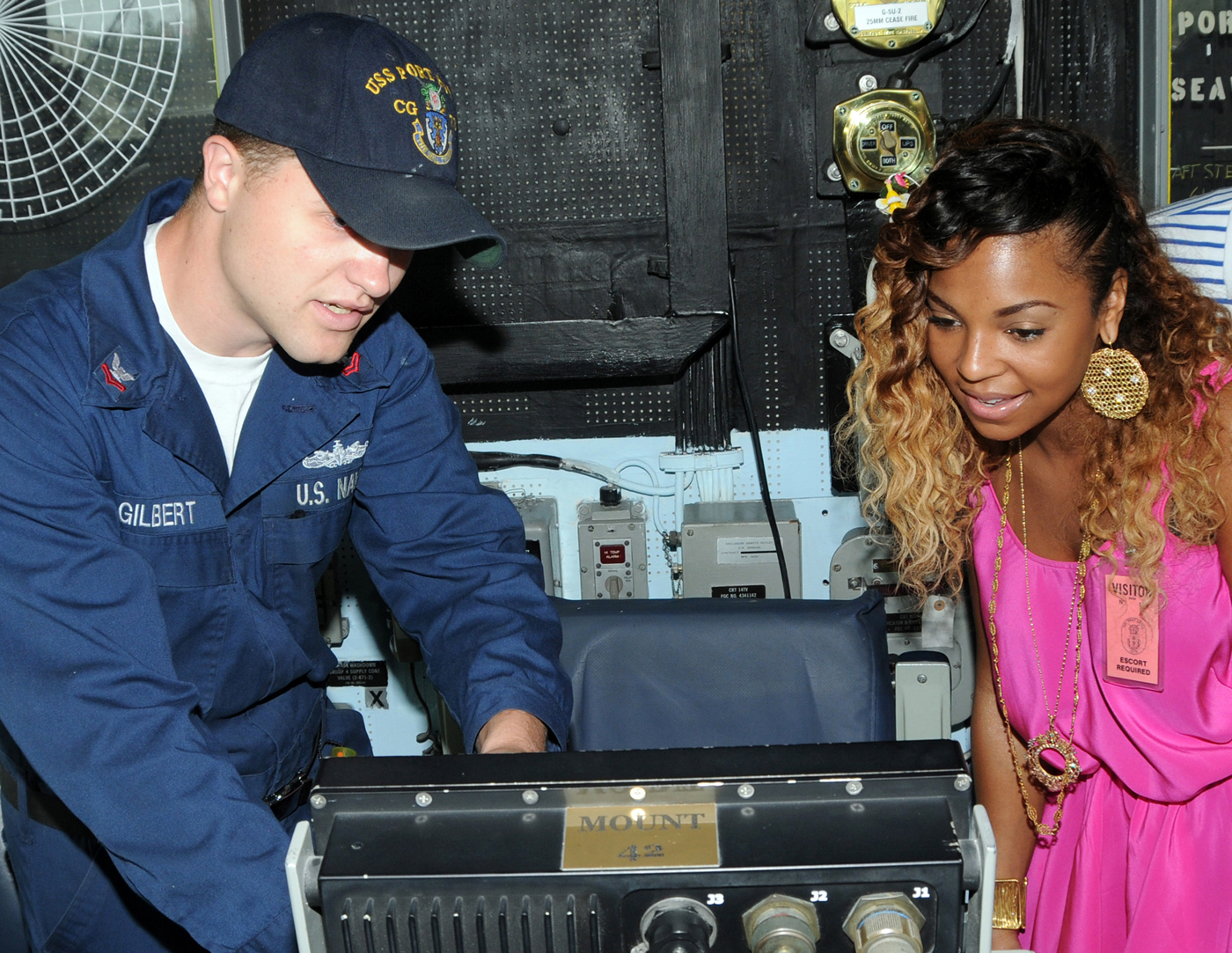
Ashanti besöker en av USA:s flottbaser på ett PR-besök. Sångerskan får förklarat hur olika instrument fungerar till missilerna ombord på kryssaren USS Port Royal.

I januari år 2008 släpptes balladen "The Way That I Love You" och titulerades som huvudsingeln från sångerskans kommande fjärde studioalbum The Declaration. Låten blev en R&B-hit som nådde andraplatsen på topplistan Hot R&B/Hip-Hop Songs. Spåret nådde även en 37:e plats på Billboard Hot 100 och blev därmed Ashantis bäst-presterande singel sedan 2004:s "Only U". The Declaration släpptes den 3 juni och debuterade på en sjätte respektive andraplats på Billboard 200 och Top R&B/Hip-Hop Albums. Till skillnad från sångerskans föregående album var Irv Gotti inte delaktig i projektet som istället komponerades av L. T. Hutton, Jermaine Dupri, Rodney "Darkchild" Jerkins, Akon, Babyface och Channel 7. Efter en vecka hade skivan sålt 86.000 exemplar vilket märker sångerskans lägsta försäljningssiffror hittills. Låten "Body on Me", framförd tillsammans med Nelly och Akon tjänade som singel från både Ashantis album och Nellys femte studioalbum Brass Knuckles. Låten blev dessvärre aldrig någon stor framgång utan tog sig till topp-femtio på Hot 100-listan. Låten "Good Good" gavs ut officiellt som skivans andra singel i juli. Spåret samplar Elton Johns singel "Bennie and the Jets" från 1974 och hämtar inspiration från melodin ur Michael Jacksons "The Girl Is Mine". "Good Good" klättrade till en 30:e plats på USA:s R&B-lista.
I maj år 2009 avsöljade Irv Gotti att han och Ashanti hade avslutat deras skivbolagskontrakt. Han elaborerade; "Vår relation har lidit mot sitt slut. Vi är på två helt olika platser och har inte längre samma kemi. Vi har verkligen nått framgång tillsammans - du pratar med någon som tog henne under sina vingar och formade en artist - som blev en superstjärna. Tillsammans håller vi rekordet för det snabbast säljande debutalbumet av en kvinnlig artist, 503.000 exemplar. Vi lyckades! Men nu har vi inte längre samma syn på livet." Gotti avslöjade även att han och Ashanti inte hade pratat med varandra under en längre tid. En talesperson för Ashanti valde att inte svara på några frågor angående situationen utan sa istället att sångerskan skapat sitt eget skivbolag, Written Entertainment.
Under resten av år 2009 var Ashanti på en marknadsföringsturné i USA. Hon var också huvudnumret i musikalen The Wiz som hölls i  New York City Center Encores! mellan den 12 juni till den 5 juli. Ashantis roll som Dorothy mottog blandad kritik. De flesta recensenter prisade hennes sång men uttryckte tvivel om hennes skådespelartalanger. BET och Entertainment Weekly var båda positiva till hennes framförande medan The New York Post och New York Times gav avmätt respons. De första kvällarna var helt utsålda, en bedrift som inte varade för alla senare shower.

### 2011-framåt:Braveheart,I Love CinemaochFuse News
Under första kvartalet av år 2011 väckte Ashanti intresse på olika internetsidor när en ny marknadsföringsbanner började cirkulera. Samtidigt kom balladen "Never Too Far Away" som tjänade som filmmusik till Morgan Creeks film Dream House med Daniel Craig, Rachel Weisz och Naomi Watts i huvudrollerna. På twitter förklarade sångerskan att låten möjligtvis skulle komma inkluderas på en kommande skiva men inte var huvudsingeln från projektet.
I början av år 2011 bekräftade Ashanti att hon påbörjat arbete på ett femte studioalbum med titeln Braveheart. Skivan kommer att ges ut på hennes eget skivbolag Written Entertainment. Enligt rykten jobbar sångerskan med många kompositörer till projektet. Några av de bekräftade är LT Hutton, Dr. Dre, Game, Theron Feemster (Neff-U), Cool & Dre, Warryn Campbell, Carvin & Ivan, Common, Rodney "Darkchild" Jerkins, R&B-artisterna Tank och Keyshia Cole. Låten "The Woman You Love" med Busta Rhymes som gästartist gavs ut som skivans huvudsingel den 13 december 2011. Hon framförde låten på NBS:s Today Show. Låten blev dessvärre aldrig någon framgång utan tog sig enbart till en 59:e plats på USA:s R&B-lista Hot R&B/Hip-Hop Songs. Utgivningsdatumet för Braveheart flyttades därför fram från den 17 april 2012 till den 19 juni samma år. Detta datum byttes senare till den 28 augusti. Dessa planer ställdes dessvärre också in. Skivans nuvarande utgivningsdatum är våren 2013. I en intervju sa Ashanti att en ny huvudsingel "kommer snart". Sångerskans nya singel "No One Greater" med French Montana och Meek Mill som gästartister hade premiär den 5 juli 2012.
Enligt uppgift är Ashanti planerad att vara med i uppföljaren till filmen Coach Carter. Hon är även chefsproducent och skådespelar i den kommande filmen I Love Cinema. I en intervju berättade Ashanti om sin karaktär: "Jag spelar en karaktär som är väldigt olik mig själv. Lite mer vågad och sexig än vad jag brukar vara. Det är nästan som hon har två personligheter. Hon jobbar som lärare men har också en helt annan sida av sig sälv."
I en intervju med The Today Show avslöjade Ashanti att hon också kommer att vara chefsproducent och värd för ett nytt musikprogram med titeln Fuse News. Sångerskan sa följande: "Förut hade vi program som Total Request Live och MTV men många av dessa har minskat ner på musiken och istället börjat med reality-TV. Det känns jätteroligt att få chansen att ta tillbaka något som jag tycker ha saknats länge. I mitt program kommer vi prata om nya artister, skivbolag, albumförsäljning och kanske lite skvaller. Vi kommer definitivt ha live-uppträdanden! Jag är jätteglad över att vara del i det här projektet."

## Diskografi
- Ashanti (2002)
- Chapter II (2003)
- Ashanti's Christmas (2003)
- Concrete Rose (2004)
- The Declaration (2008)
- Braveheart (2014)

## Filmografi
- Bride and Prejudice (2004)
- The Muppets' Wizard of Oz (2005)
- Coach Carter (2005)
- John Tucker Must Die (2006)
- Resident Evil: Extinction (2007)
- You're Nobody till Somebody Kills You (2009)